# Mordekhaï Maisel
Pour les articles homonymes, voir Maisel.
Mordekhaï Maisel (1528 -  13 mars 1601) est un philanthrope et dirigeant de la communauté juive de Prague. Il est à l'origine de la construction de la synagogue Maisel et de l'hôtel de Ville Juif de Prague.

## Dans la littérature
Dans son roman La Nuit sous le pont de pierre (trad. Jean-Claude Capèle, Fayard 1987), l'écrivain Leo Perutz (1882-1957) met en scène Mordechai Meisl, son épouse Esther, et l'empereur Rodolphe II.